# Hordeum lagunculciforme
Hordeum lagunculciforme är en gräsart som först beskrevs av Bachteev, och fick sitt nu gällande namn av N.B. Nikiforova. Hordeum lagunculciforme ingår i släktet kornsläktet, och familjen gräs. Inga underarter finns listade i Catalogue of Life.